# Barbara Crampton
Barbara Crampton (nascuda el 27 de desembre de 1958) és una actriu i productora estatunidenca. Va començar la seva carrera als anys 80 a les telenovel·les de televisió abans de protagonitzar pel·lícules de terror i thrillers.  El 2024, Crampton va ser inclòs al Monster Kid Hall of Fame del Rondo Hatton Classic Horror Awards.
Crampton va fer el seu debut televisiu al drama diürn Days of Our Lives (1983–84) abans d'un paper secundari com a Leanna Love a la telenovel·la The Young and the Restless (1987-93, 1998-2002, 2006-07 i 2023). Més tard en la seva carrera, va aparèixer a les antologies de terror Channel Zero: The Dream Door (2018) de Syfy, Into the Dark (2019) de Hulu i  Creepshow de Shudder (2021).
Va fer el seu debut cinematogràfic a Doble cos (1984), però va rebre el reconeixement a la pel·lícula de comèdia de terror Re-Animator (1985) com Megan Halsey i la pel·lícula de ciència-ficció From Beyond (1986) com el Dr. Katherine McMichaels. Els papers definits posteriorment són Chopping Mall (1986), Puppet Master (1989), Castle Freak (1995). ), Tu ets el següent (2011), We Are Still Here (2015), Little Sister (2016), Puppet Master: The Littlest Reich (2018) i Jakob's Wife (2021), per a la qual va ser nominat als Critics' Choice Super Awards.

## Primers anys
Crampton va néixer el 27 de desembre de 1958 a Levittown, Long Island. Va ser criada catòlica romana. Crampton va créixer a Vermont, i passava els estius viatjant pel país amb el carnaval, ja que el seu pare era un carny. Va començar a actuar a les obres de teatre de l'escola quan estava a setè de primària i va continuar a estudiar interpretació a l'institut. Va assistir al Castleton State College a Vermont, on es va graduar amb una Bachelor of Arts en arts teatrals. Després de graduar-se, Crampton va fer una breu parada a Nova York, on va aparèixer com a Cordelia al Rei Lear per a l'American Theatre of Actors.

## Carrera
Des de Nova York, Crampton es va traslladar a Los Angeles i va fer el seu debut televisiu al drama diürn Days of Our Lives, protagonitzada per Trista Evans Bradford. Posteriorment va protagonitzar l'episodi pilot de Rituals, la pel·lícula de televisió Love Thy Neighbor i la sèrie de televisió  Santa Barbara. Va fer el seu debut cinematogràfic a la pel·lícula de 1984 Doble cos. L'any següent, Crampton va interpretar Chrissie a Fraternity Vacation, Megan Halsey a Re-Animator i Stacy a Hotel. El 1986 , Crampton va interpretar a Suzie Lynn a Chopping Mall, el Dr. Katherine McMichaels a From Beyond, i Anne White a Prince of Bel Air. El 1987, Crampton va ser seleccionada per a Kidnapped i va interpretar Teri a la sèrie de televisió Ohara. De 1987 a 2007, Crampton va interpretar a Leanna Love a The Young and the Restless. El 2023, va tornar al paper pel 50è aniversari del programa. El 1989, Crampton va tenir un paper cameo a la pel·lícula de terror Puppet Master. El 1991, Crampton va interpretar Sadie Brady a Trancers II.

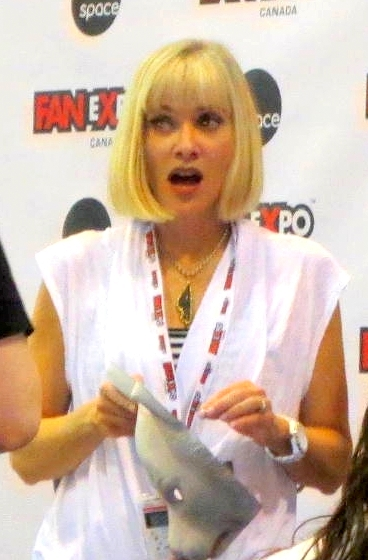
Crampton EL 2013

El 1993, Crampton va retratar l'arqueòleg Dr. Leda Fanning a Robot Wars amb Don Michael Paul. Aquell any també va actuar com a protagonista convidada a Civil Wars i va interpretar Mindy Lewis a Guiding Light de 1993 a 1995 i va marxar quan el seu contracte va expirar i quan es va comprometre amb l'actor i director de L.A. Kristoffer Tabori l'abril de 1995. Al setembre del mateix any, el seu compromís va ser cancel·lat. El 1995, Crampton va protagonitzar Castle Freak. De 1995 a 1998, Crampton va interpretar Maggie Forrester a The Bold and the Beautiful. El 1996, Crampton va interpretar Carol a Space Truckers. El 1997, Crampton va protagonitzar The Nanny. L'any següent, va protagonitzar Party of Five i va protagonitzar la pel·lícula The Godson. El 1999, Crampton va protagonitzar la sèrie de televisió Pacific Blue.
El 2001, Crampton va tenir un paper recurrent com el Dr. Leslie Bogan en 5 episodis de la sèrie de televisió Spyder Games i va protagonitzar la pel·lícula Thy Neighbor's Wife. Crampton va protagonitzar les pel·lícules The Sisterhood (2004), Read You Like a Book (2006) i Never Enough (2008). Va ser una convidada especial al Weekend of Horror 2010 de Creation Entertainment. Va tenir un paper secundari a la pel·lícula de terror de 2011 Tu ets el següent i va interpretar el paper principal d'Anne Sacchetti a We Are Still Here (2015). Ambdues pel·lícules van rebre ressenyes positives de la crítica.
Crampton va aparèixer a continuació al thriller europeu d'Abner Pastoll Road Games (2015), en què parla tant en francès com en anglès.El 2015 va protagonitzar juntament amb altres icones de terror Danny Trejo, Kane Hodder, Bill Moseley, Michael Berryman, Doug Bradley, Gunnar Hansen, Ken Foree i Dee Wallace a la pel·lícula de terror de Harrison Smith Death House.
El 2018, Crampton va rebre el Horror Channel Lifetime Achievement Award al Grimmfest de Manchester, Regne Unit.
El 2021, Crampton va produir i protagonitzar el drama de terror Jakob's Wife, que va desenvolupar al llarg de diversos anys. El mateix any, va donar veu a l'assassí en sèrie Nicolette Aster en una adaptació d'un drama d'àudio de Our Lady of the Inferno i va aparèixer a la pel·lícula Lovecraftiana Sacrifice. També aquell any va fer un paper de veu per al shooter en primera persona videojoc Back 4 Blood, com a mare.

## Vida personal
El desembre de 1986, Crampton va aparèixer nua a la revista Playboy titulada "Senzillament Bestial. Darrere de cada monstre d'èxit, hi ha una dona."
Estava casada amb el director de fotografia David Boyd.
El 2015, Crampton vivia a Mill Valley (Califòrnia), amb el seu marit, l'executiu financer Robert Bleckman, els seus dos fills i el seu fillastre adult.

## Filmografia

### Cinema
| Any  | Títol                                         | Paper                    | Notes |
| ---- | --------------------------------------------- | ------------------------ | --- |
| 1984 | Doble cos                                     | Carol                    | |
| 1985 | Fraternity Vacation                           | Chrissie                 | |
| 1985 | Re-Animator                                   | Megan Halsey             | |
| 1986 | Chopping Mall                                 | Suzie Lynn               | |
| 1986 | From Beyond                                   | Dr. Katherine McMichaels | Nominada – Premi Saturn a la millor actriu |
| 1987 | Kidnapped                                     | Bonnie                   | |
| 1988 | Pulse Pounders                                | Said Brady               | Segment: The Evil Clergyman. Considerada com una pel·lícula perduda fins al descobriment d'una impressió l'any 2011 on després es va restaurar i llançar digitalment. |
| 1989 | Puppet Master                                 | Dona al carnaval         | Cameo |
| 1991 | Trancers II                                   | Sadie Brady              | |
| 1993 | Robot Wars                                    | Leda                     | |
| 1995 | Castle Freak                                  | Susan Reilly             | |
| 1996 | Space Truckers                                | Carol                    | |
| 1998 | The Godson                                    | Goldy                    | |
| 1999 | Cold Harvest                                  | Christine Chaney         | |
| 2000 | Learning to Surf                              |                          | |
| 2001 | Thy Neighbor's Wife                           | Nicole Garrett           | |
| 2004 | The Sisterhood                                | Ms. Master               | |
| 2006 | Read You Like a Book                          | Zoe                      | |
| 2008 | Never Enough                                  | Dr. Gladmore             | |
| 2011 | Tu ets el següent                             | Aubrey Davison           | |
| 2012 | The Lords of Salem                            | Virginia Cable           | |
| 2013 | Paisley                                       | Christine                | |
| 2013 | The Cartridge Family                          | Mom                      | Short film |
| 2013 | The Well                                      | Grace                    | |
| 2014 | Sun Choke                                     | Irma                     | |
| 2015 | We Are Still Here                             | Anne Sacchetti           | Nominada—Fangoria Chainsaw Award a la millor actriu |
| 2015 | The Divine Tragedies                          | Mare                     | |
| 2015 | Road Games                                    | Mary                     | També productora |
| 2015 | Tales of Halloween                            | Darla                    | |
| 2016 | Beyond the Gates                              | Evelyn                   | També productora |
| 2016 | Little Sister                                 | The Reverend Mother      | |
| 2016 | Day of Reckoning                              | Stella                   | |
| 2017 | Death House                                   | Dr. Karen Redmane        | |
| 2017 | Replace                                       | Dr. Rafaela Crober       | |
| 2018 | Dead Night                                    | Leslie Bison             | |
| 2018 | Reborn                                        | Lena                     | Independent Horror Movie Award a la millor actriu Nominada—Horrible Imaginings Film Festival Award a la millor actriu                                                 |
| 2018 | Puppet Master: The Littlest Reich             | Carol Doreski            | |
| 2019 | In Search of Darkness                         | Ella mateixa             | Documental |
| 2020 | Run Hide Fight                                | Mrs. Crawford            | |
| 2020 | Stay Home                                     | Barbara                  | Curtmetratge |
| 2020 | In Search of Darkness: Part II                | Ella mateixa             | Documental |
| 2020 | Sacrifice                                     | Renate Nygard            | |
| 2020 | Castle Freak                                  |                          | Producer |
| 2021 | Jakob's Wife                                  | Anne Fedder              | Productora Nominada—Critics' Choice Super Award a la millor actriu en pel·lícula de terror Nominada—Fangoria Chainsaw Award la millor actriu                          |
| 2021 | King Knight                                   | Ruth                     | |
| 2021 | Superhost                                     | Vera                     | |
| 2021 | Alone with You                                | Mom                      | |
| 2022 | Glorious                                      |                          | Productorar |
| 2023 | Onyx the Fortuitous and the Talisman of Souls | Nancy                    | |
| 2023 | Suitable Flesh                                | Daniella                 | També productora |
| 2023 | Blackout                                      | Kate                     | |
| 2023 | The Last Stop in Yuma County                  | Virginia                 | |
| 2024 | Snow Valley                                   | Ellen                    | |

### Televisió
| Any                               | Títol                        | Paper                 | Notes                                                                                         |
| --------------------------------- | ---------------------------- | --------------------- | --------------------------------------------------------------------------------------------- |
| 1983–84                           | Days of Our Lives            | Trista Evans Bradford |                                                                                               |
| 1984                              | Rituals                      | Sandy Hutchison       | Episodi: "Pilot"                                                                              |
| 1984                              | Love Thy Neighbor            | Carol                 | ABC telefilm                                                                                  |
| 1984                              | Santa Barbara                | Paula                 |                                                                                               |
| 1985                              | Hotel                        | Stacy                 | Episodi: "Obsessions"                                                                         |
| 1986                              | Prince of Bel Air            | Anne White            | ABC telefilm                                                                                  |
| 1987                              | Ohara                        | Teri                  | Episodi: "Toshi"                                                                              |
| 1987–93, 1998–2002, 2006–07, 2023 | The Young and the Restless   | Leanna Love           | Nominada – Premi Soap Opera Digest a la millor vil·lana en una sèrie dramàtica: diürna (1990) |
| 1993                              | Civil Wars                   | Michele Connolly      | Episodi: "Dances with Sharks"                                                                 |
| 1993–1995                         | Guiding Light                | Mindy Lewis           |                                                                                               |
| 1995–1998                         | The Bold and the Beautiful   | Maggie Forrester      | Nominated – Premi Soap Opera Digest Award per a la millor robadora d'escenes femenina (1996)  |
| 1997                              | The Nanny                    | Barbara Crampton      | Episodi: "The Heather Biblow Story"                                                           |
| 1998                              | Party of Five                | Venedora              | Episodi: "Tender Age"                                                                         |
| 1999                              | Pacific Blue                 | Gloria Stockwell      | Episodi: "Infierno"                                                                           |
| 2001                              | Spyder Games                 | Dr. Leslie Bogan      | 5 episodis                                                                                    |
| 2001                              | Lightning: Fire from the Sky | Alcalde Sylvia Scott  | Pax telefilm                                                                                  |
| 2018                              | Channel Zero: The Dream Door | Vanessa Moss          | 6 episodis                                                                                    |
| 2019                              | Into the Dark                | Betty                 | Episodi: "Culture Shock"                                                                      |
| 2021                              | Creepshow                    | Victoria              | Episodi: "Pipe Screams"                                                                       |

## Videojocs
Crampton va aparèixer al joc de terror asimètric The Texas Chain Saw Massacre com un personatge jugable Virginia que va utilitzar la seva semblança i veu.